# Насальський Юліан
Юліа́н (Юліян) Наса́льський (12 жовтня 1847, с. Шоломиничі або Погірці, нині Самбірський район — 5 жовтня 1913, Коломия) — український видавець і редактор «Бібліотеки для русской молодежі» (так званої «Бібліотеки Насальського» — виходила в 1894—1914 та 1920 році), культурно-освітній діяч, письменник, перекладач, професор Коломийської гімназії (1893—1908).

## Життєпис
1866 року закінчив Самбірську гімназію, 1870 — філософський факультет Львівського університету.
Працював вчителем в гімназіях Перемишля, Бродів, Тарнова, Нового Санча.
1880 року — професор-філолог, захистився в Краківському університеті.
В 1880—1893 роках працював у Бережанській гімназії.
По смерті Івана Волчука займався справою опікування Бережанською бурсою. Не тільки принагідно збирав дарування на бурсу, а й обходив та об'їздив Бережанський та сусідні повіти задля цієї мети. Хоча ідея заснування бурси була не його, та він все ж продовжив цю ідею.
Тоді ж приятелював із  С. Лепким. У 1881 році заснував у Бережанах бурсу для незаможних гімназистів, проводив культурно-освітню діяльність: концерти, лекції українознавства, аматорські вистави, через це потрапив у неласку до австрійсько-польськоїш кільної влади. Проти  них спрямував свої публіцистичні виступи на сторінках газети «Діло». У 1894 р.  без його згоди був переведений на роботу до Коломийської гімназії.
1882 року Бережани могли повеличатися своєю бурсою (з 1914 — Українська бурса ім. Тараса Шевченка).
У 1889—1893 роках одночасно працює в двотижневому журналі «Посланник» редактором — видавав парох з Лапшина Лев Джулинський.
За критичні виступи в пресі без його на те згоди переведений 1894 року до Коломийської гімназії. З цього ж часу публікувалися періодичні видання, що видавалися в друкарні М. Білоуса. Вони друкувалися етимологічним правописом, що свого роду сприяло впливу москвофільського напрямку у цих творах.
В 1901—1903 роках очолював Коломийське драматичне товариство, власним коштом заснував роботню «Мирний Труд», доклав зусиль до заснування руського банку «Прут».
В «Бібліотеці для молоді» до його смерті вийшло друком 147 найменувань у 80 випусках тиражем 1500 примірників кожен.
Галицький сем в 1895—1897 роках виділяв дотацію на бібліотеку в розмірі 100 ринських на рік.
Друкувалися Данило Лепкий, Сидір Воробкевич, Василь Чернецький, Андрій Вретельник, Кирило Селецький, Олекса Булка, Лев Потоцький, Дмитро Третяк, Микола Устиянович, Олекса Вагилевич.
Його «Бібліотека для рускои молодежи» носила москвофільські погляди, оскільки він був москвофілом, але цей факт не заперечує те, що він публікував і українських письменників та переклади іноземних авторів.

## Джерело
- Катехит [Архівовано 14 листопада 2009 у Wayback Machine.]
- Дипломна робота «Видавнича діяльність Юліяна Насальського» Полухіної В. О.